# Christine Valmy
Christine Valmy (născută Cristina Xantopol la 25 octombrie 1926 la București – d. 18 ianuarie 2015 la București) a fost o specialistă în cosmetică și ulterior un prosper om de afaceri, care o mare parte a vieții a trăit în SUA.

## Cariera
S-a născut într-o familie în care tatăl avea origine greacă și se numea Xantopol.
În 1946 este absolventă a Facultății de Drept și se pregătea pentru o carieră diplomatică.
Participând la un curs al dermatologului Aurel Voinea (care a fost și Ministru al Sănătății), se decide să intre în domeniul cosmetologiei. A urmat un curs de profil la Institutul Medico-legal din București, apoi a activat în Capitală pe la diverse saloane de lux. A emigrat mai întâi în Grecia și apoi în SUA, unde și-a schimbat numele în Valmy.
În 1965 a înființat în SUA firma Christine Valmy Inc. Tot pe continentul nord-american, un an mai târziu a fondat prima școală de estetică, machiaj, manichiură și este considerată una dintre cele mai mari personalități din domeniul cosmeticii și îngrijirii pielii.
În întreaga lume există multe școli care îi poartă numele.

## Distincții și aprecieri
În 1968 a primit o distincție de merit de la Congresul Francez de Estetică, iar în 1976 Gerald Ford a nominalizat-o omul de afaceri al anului pentru statul New Jersey.
În 1971, Congresul SUA o elogiază în Congressional Record pentru crearea unei noi industrii și a unei noi profesii (Skin Care Specialist).

## Scrieri
A scris trei cărți:
- Estetică: Ghidul Keyone în îngrijirea pielii
- Îngrijirea pielii și make-up
- Metoda facială științifică.

A participat la diverse congrese și conferințe internaționale, unde și-a făcut cunoscută valoarea și realizările profesionale.